# National Health
 (avril 2018).
Si vous disposez d'ouvrages ou d'articles de référence ou si vous connaissez des sites web de qualité traitant du thème abordé ici, merci de compléter l'article en donnant les références utiles à sa vérifiabilité et en les liant à la section « Notes et références ».
National Health était un groupe rock progressif britannique. Formé en 1975 et séparé en 1981, il fait partie de la scène dite de Canterbury.

## Biographie
Composé de Dave Stewart à l'orgue et au piano, Phil Miller à la guitare, John Greaves à la basse, Pip Pyle aux percussions et Georgie Born au violoncelle, le tout accompagné d'une ribambelle d'invités (principalement une section d'instruments à vent). Bill Bruford était leur batteur originel mais il fut finalement remplacé par Pip Pyle, on peut quand même le retrouver sur l'album Missing Pieces constitué d'archives datant de la période formative du groupe. 
Au cours de l'année 1979, le guitariste Alain Eckert, qui venait de quitter Art Zoyd, rencontra National Health et ensemble ils enregistrèrent plusieurs pièces, dont trois reproduites sur l'album Play Time, sorti en 2001. 
Leur musique est pratiquement instrumentale et pourrait être qualifiée de jazz-fusion. On y trouve également quelques mouvements très mélodiques interprétés par un chœur féminin à trois voix.

## Discographie

### Albums studio
- 1977 : National Health
- 1978 : Of Queues and Cures (10e albums de tous les temps sur Gnosis[1])
- 1982 : D.S. Al Coda
- 1996 : Missing Pieces (enregistrements d'archive d'avant National Health)

### Albums live
- 2001 : Playtime (enregistrements de concerts de 1979), Cuneiform records, Rune 145

### Compilations, coffrets
- 1990 : Complete (les 3 albums studio plus 2 morceaux inédits)

## Filmographie
- 2015 : Romantic Warriors III: Canterbury Tales (DVD)